# Dawei
Dawei, ehemals Tavoy (birmanisch ထားဝယ်မြို့; BGN/PCGN: tawèmyo), ist eine Hafenstadt im südlichen Myanmar an der Mündung des gleichnamigen Flusses und die Hauptstadt der Tanintharyi-Region.
Die geschätzte Bevölkerungszahl im Januar 2014 lag bei 80.117.

## Lage
Dawei liegt an der Mündung des gleichnamigen Flusses, der hier als Ästuar in die Andamanensee strömt.

## Geschichte
Tavoy war im 15. Jahrhundert und auch später wieder Hauptstadt eines eigenen Kleinreichs, wurde aber immer wieder von Birma und Siam (jetzt Thailand) umkämpft. 1751 ließ Siam hier einen kleineren Hafen anlegen. 1824 kam Tavoy unter britische Kontrolle. Im Jahr 1989 wurde der englische Name Tavoy in Dawei umbenannt.

## Wirtschaft
Die Stadt liegt inmitten einer ländlichen Gegend, in der Reisanbau und Edelholzschlag betrieben wird. Auch gibt es in der Nähe Eisenerz-, Zinn- und Wolfram-Minen. Dawei bildet das Zentrum für die Reisverarbeitung und die Sägeindustrie im südlichen Myanmar. Auch wird hier Gummi gewonnen.

## Verkehr

### Geplanter Groß-Hafen in Sonderwirtschaftszone
Es gibt Planungen zum Bau einer großen Hafenanlage für große Seeschiffe mit angeschlossener Industriezone. Ausschlaggebend dafür ist die Nähe zur nur 300 Kilometer entfernten thailändischen Metropolregion Bangkok mit ihren über 14 Millionen Einwohnern. Bisher ist der nächste Hafen für große Containerschiffe im wesentlich weiter entfernten Singapur, Alternativen gibt es sonst nur am Chinesischen Meer. Da bisher kaum Infrastruktur in dieser Richtung besteht, sind enorme Aufwendungen auch hierfür erforderlich. 
Es sind Eisenbahn-, Autobahn- und Pipeline-Verbindungen bis nach China geplant. Die von der Myanmar Port Authority im November 2010 für den Bau des Hafens beauftragte Italian-Thai Development Plc wurde 2013 wegen finanzieller Probleme und Terminschwierigkeiten durch die Dawei SEZ Development (DSEZ) ersetzt. Diese ist ein 50:50 Joint Venture zwischen Myanmar und Thailand. Das in Thailand registrierte Unternehmen erhielt eine Konzession über 75 Jahre um den Hafen und die vorgesehene 250 km² Sonderwirtschaftszone auszubauen. Im Endausbau des Hafens ist eine Umschlagkapazität von rund 200 Mio. t und 3,2 Mrd. EUR jährlich vorgesehen. Dafür sollen 55 Liegeplätze für die Handelsschifffahrt geschaffen werden.

### Luftverkehr
- Flughafen Dawei (IATA: TVY, ICAO: VYDW)

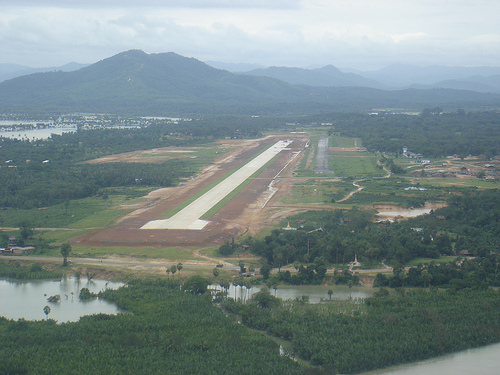
Flughafen von Dawei

## Bildung
- Dawei Education College
- Dawei University
- Technological University, Dawei
- Computer University, Dawei

## Klimatabelle
|                       | Jan  | Feb  | Mär  | Apr   | Mai   | Jun     | Jul     | Aug     | Sep   | Okt   | Nov  | Dez  |   |         |
| Mittl. Tagesmax. (°C) | 33,3 | 34,1 | 34,7 | 35,0  | 32,0  | 29,4    | 28,7    | 28,4    | 29,7  | 31,7  | 32,8 | 32,6 | ⌀ | 31,9    |
| Mittl. Tagesmin. (°C) | 18,4 | 19,6 | 21,2 | 23,3  | 23,7  | 23,2    | 22,7    | 22,8    | 22,7  | 22,5  | 20,8 | 18,2 | ⌀ | 21,6    |
|                       |      |      |      |       |       |         |         |         |       |       |      |      |   |         |
| Niederschlag (mm)     | 5,8  | 16,6 | 39,5 | 115,3 | 536,3 | 1.099,4 | 1.201,4 | 1.310,4 | 707,3 | 355,8 | 44,5 | 7,6  | Σ | 5.439,9 |

| 18,4 |

| 19,6 |

| 21,2 |

| 23,3 |

| 23,7 |

| 23,2 |

| 22,7 |

| 22,8 |

| 22,7 |

| 22,5 |

| 20,8 |

| 18,2 |

| 18,4 |

| 19,6 |

| 21,2 |

| 23,3 |

| 23,7 |

| 23,2 |

| 22,7 |

| 22,8 |

| 22,7 |

| 22,5 |

| 20,8 |

| 18,2 |